# Филиппов, Алексей Александрович (1975)
Алексе́й Алекса́ндрович Фили́ппов (род. 2 марта 1975, Майкоп, Краснодарский край, СССР) — российский футболист, защитник.

## Карьера
Футболом начал заниматься с 8 лет. В 1994 году подписал контракт с «Дружбой», в составе которой выступал до августа 2009 года. Всего за майкопский клуб во всех соревнованиях провёл 445 матчей, забил 3 мяча.

## Личная жизнь
Женат, двое детей.